# Physospermum acteaefolium
Physospermum acteaefolium är en flockblommig växtart som beskrevs av Jan Svatopluk Presl. Physospermum acteaefolium ingår i släktet Physospermum och familjen flockblommiga växter. Inga underarter finns listade i Catalogue of Life.